# Palo (Leyte)
Palo è una municipalità di terza classe delle Filippine, situata nella Provincia di Leyte, nella Regione di Visayas Orientale.
Palo è formata da 33 baranggay:
- Anahaway
- Arado
- Baras
- Barayong
- Buri (Pob.)
- Cabarasan Daku
- Cabarasan Guti
- Campetik
- Candahug
- Cangumbang
- Canhidoc
- Capirawan
- Castilla
- Cavite East (Pob.)
- Cavite West (Pob.)
- Cogon (Cogon San Joaquin)
- Gacao

- Guindapunan
- Libertad
- Luntad (Pob.)
- Naga-naga
- Pawing
- Salvacion
- San Agustin
- San Antonio
- San Fernando
- San Isidro
- San Joaquin
- San Jose
- San Miguel (Pob.)
- Santa Cruz (Pob.)
- Tacuranga
- Teraza